# Stanley Baldwin
Stanley Baldwin (Bewdley, 1867. augusztus 3. – Bewdley, 1947. december 14.) angol konzervatív politikus, aki Nagy-Britannia és Írország Egyesült Királyságának miniszterelnöke volt először 1923. május 22. és 1924. január 22. között, majd 1924. november 4-től 1929. június 4-ig és 1935. június 7-től, 1937. május 28-ig, amikor nyugdíjba vonult.

## Életpályája
1908-ban lett az angol alsóház tagja konzervatívpárti programmal. 1917-ben pénzügyi államtitkár, 1917 és 1921 között kereskedelmi miniszter, 1921 és 1923 között pedig  pénzügyminiszter volt. 1923-ban fél éven át (1924-ig) miniszterelnök volt, ám a Munkáspárt előretörése következtében megbukott.
Három ízben töltötte be a miniszterelnöki pozíciót. Ramsay MacDonald bukása után ismét Baldwin vette át a kormányt (1924) és hatalmon maradt 1929-ig. Amikor 1931-ben Nagy-Britannia pénzügyi helyzete válságosra fordult, Baldwin MacDonalddel együtt megalakította a Nemzeti Együttműködés Kormányát, amelyben Baldwin lett a miniszterelnökhelyettes. 1935-ben MacDonald-del helyet cserélt és újból ő lett a miniszterelnök. Miután 1937-ben nyugdíjba vonult, utódja Neville Chamberlain lett.